# Prosaetes rhinodontis
Prosaetes rhinodontis är en kräftdjursart. Prosaetes rhinodontis ingår i släktet Prosaetes och familjen Pandaridae. Inga underarter finns listade i Catalogue of Life.